# جو سميث (لاعب كرة قدم بريطاني)
جو سميث (بالإنجليزية: Joe Smith)‏ (11 نوفمبر 1953 بغلاسكو في المملكة المتحدة - ) هو لاعب كرة قدم بريطاني في مركز الوسط. شارك مع منتخب اسكتلندا تحت 21 سنة لكرة القدم. أما مع النوادي، فقد لعب مع دونفرملين أثلتيك ونادي أبردين ونادي ماذرويل ونادي اربوراث ونادي بيترهيد ‏.

## وصلات خارجية
- جو سميث على موقع قاعدة بيانات كرة القدم.إي يو (الإنجليزية)
- جو سميث على موقع عالم كرة القدم.نت (الإنجليزية)